# Paula Peña
Miriam Elizabeth Avendaño Peña (Bogotá, 27 de octubre de 1954) simplemente conocida como Paula Peña, es una  actriz colombiana, recordada por interpretar a Sofía de Rodríguez en Yo soy Betty, la fea. También ha participado en otras teleseries como Dejémonos de vainas, La casa de las dos palmas y Don Chinche.
Proviene de una familia originaria de Antioquia y Boyacá.

## Trayectoria
- Dejemonos de Vargas (2022) - Renata de Vargas
- "Dora, la celadora" (2004) - Matilde Lara
- "No Renuncies Salomé" (2003) TV Series
- "Ecomoda" (2001) TV Series - Sofía de Rodríguez
- "Yo soy Betty, la fea" (2000) TV Series - Sofía de Rodríguez
- "Don Chinche" (1985) TV Series - Señorita Elvia
- "Dejémonos de vainas" (1984) - Renata de Vargas
- Bonaparte investigador privado (1985) **
- "Manuela"
- "El hijo de Ruth"
- "Nerón", pieza de Café Concierto
- "Ayer nada más"
- "Embrujo verde"
- "Gabriela"
- "Rojo y negro"
- "Dialogando"
- "Los pecados de ayer"
- "El alferez real"
- "La casa de las dos palmas"
- "Padres e hijos"
- "Copas amargas"
- "Tan cerca y tan lejos"
- "La historia de muchos", cine
- "Bonaparte investigador", cine
- "El rehén", teatro
- "Extraña pareja", teatro
- "Baño de damas", teatro
- "En paños menores", teatro
- "Del infierno con amor",
- Café concierto
- Lejos del nido  *

Actuación especial en El fiscal *

## Premios Obtenidos

### Premios India Catalina
| Año  | Categoría                | Telenovela o serie                | Resultado |
| ---- | ------------------------ | --------------------------------- | --------- |
| 1986 | Mejor actriz protagónica | Don chinche y Dejémonos de vainas | Ganadora  |

- Antena
- Estella de Oro
- Gloria de la TV
- Placa Caracol